# Damjan
Damjan ist, neben Damijan, eine Variante des männlichen Vornamens Damian in verschiedenen südslawischen Sprachen. Er lässt sich somit als der Mächtige erklären.

## Träger
- Damjan, erster bulgarischer Patriarch
- Damjan Dervarič (* 1982), slowenischer Eishockeyspieler
- Damjan Đoković (* 1990), kroatischer Fußballspieler
- Damjan Fras (* 1973), slowenischer Skispringer
- Damjan Gruew (1871–1906), mazedonischer Revolutionär
- Damjan Pejčinoski (mazedonisch: Дамјан Пејчиноски, * 1984), mazedonischer Gitarrist
- Damjan Georgiew Saberski (1929–2006), bulgarischer Maler und Restaurator
- Damjan Stojanovski (* 1987), mazedonischer Basketballspieler
- Damjan Vtič (* 1985), slowenischer Nordischer Kombinierer

## Damjan als Familienname
- Anže Damjan (* 1987), slowenischer Skispringer
- Jernej Damjan (* 1983), slowenischer Skispringer
- Mischa Damjan (1914–1998), jugoslawisch-schweizerischer Kinderbuchautor und Verleger. Pseudonym des Dimitrije Sidjanski